# Ioan Mircea Pașcu

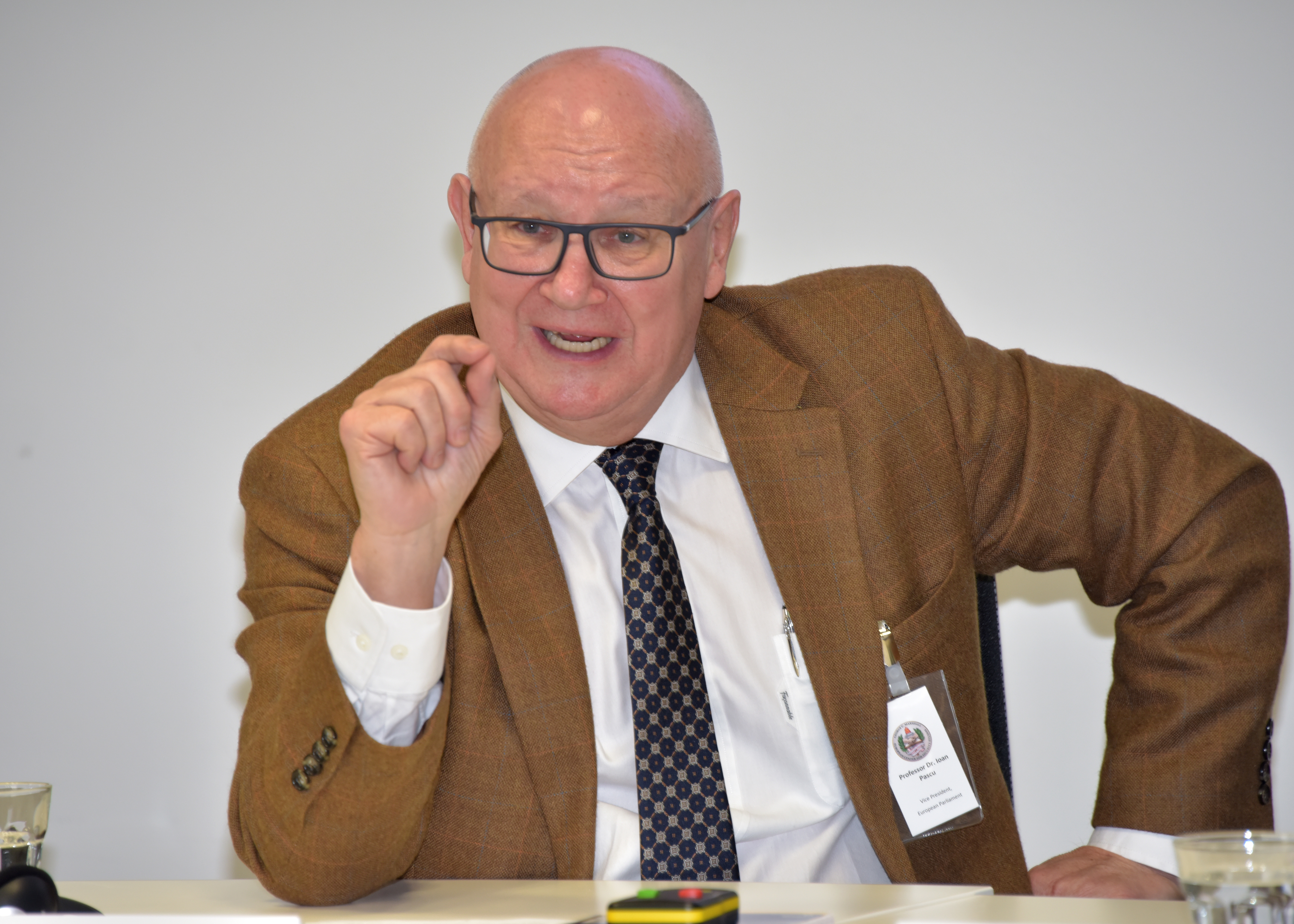
Ioan Mircea Pașcu im April 2016

Ioan Mircea Pașcu (* 17. Februar 1949 in Satu Mare, Kreis Satu Mare) ist ein rumänischer Politiker und Mitglied des Europäischen Parlaments für die Partidul Social Democrat.
Pașcu war vom 28. Dezember 2000 bis zum 28. Dezember 2004 rumänischer Verteidigungsminister.
Im Zuge der Aufnahme Rumäniens in die Europäische Union gehört er seit dem 1. Januar 2007 dem Europäischen Parlament an und ist dort Mitglied in der Sozialdemokratischen Fraktion im Europäischen Parlament. Im November 2014 wurde er zum Vizepräsidenten des Europäischen Parlaments gewählt.
Ioan Mircea Pașcu wurde im Bericht des Ermittlers des Europarats zu illegalen Aktivitäten des US-Geheimdienstes CIA in Europa, Dick Marty, namentlich genannt als eine der Personen, die geheime Foltergefängnisse auf dem Militärstützpunkt Mihail Kogălniceanu autorisierten oder zumindest davon wussten und zu verantworten haben.
Pașcu wurde zum Nachfolger für die ins EU-Parlament wechselnde Kommissarin für Regionalpolitik, Corina Crețu, für die letzten sechs Wochen der Juncker-Kommission nominiert. Dafür sollte er nicht nur Gehalt und Zuschläge für den Umzug, sondern auch eine volle, lebenslange Pension von bis zu 60 Prozent des Kommissargehalts, weil diese nicht von der Amtsdauer abhängig ist, erhalten. Die lebenslange Pension wurde mit 20.000 Euro brutto pro Monat errechnet. Dies sorgte für heftige Kritik. Im September 2019 zog die rumänische Regierung seine Nominierung zurück.

## Posten als MdEP
- Stellvertretender Vorsitzender im Ausschuss für auswärtige Angelegenheiten, Menschenrechte, Gemeinsame Sicherheit und Verteidigungspolitik
- Mitglied in der Delegation für die Beziehungen zu Japan
- Stellvertreter im Ausschuss für Verkehr und Fremdenverkehr
- Stellvertreter im Unterausschuss für Sicherheit und Verteidigung
- Stellvertreter in der Delegation für die Beziehungen zu den Vereinigten Staaten